# Apeadero de Custió-Araújo
Nota: No confundir con el antiguo Apeadero de Araújo, en la Línea de Guimarães.
El Apeadero de Custió-Araújo fue una plataforma ferroviaria de la Línea de Leixões, que servía a las localidades de Custió y Araújo, en el ayuntamiento de Matosinhos, en Portugal.

## Historia
Este apeadero se situaba en el tramo entre las Estaciones de Contumil y Leixões de la Línea de Leixões, que abrió a la explotación el 18 de septiembre de 1938.